# Casa consistorial de Pontevedra
La Casa Consistorial de Pontevedra es un edificio del siglo XIX de estilo ecléctico de inspiración francesa localizado en el extremo este de la plaza de España, en el límite del centro histórico de la capital pontevedresa. 

## Historia
En 1875 nació la idea de construir una nueva sede para la casa consistorial de Pontevedra, localizada en el terreno ocupado por la Bastida Grande, baluarte de las murallas de Pontevedra, próximo a la Puerta de Santo Domingo, también usado como sede del ayuntamiento de la ciudad desde 1595, cuya fachada se abría al casco antiguo. En 1876, se decidió demoler el antiguo edificio y el pleno municipal de Pontevedra aprobó los planos presentados por el arquitecto Alejandro Sesmero. Durante las obras, el ayuntamiento se estableció en la Casa del Barón, el pazo de los Condes de Maceda.
La primera piedra del edificio fue colocada el 10 de octubre de 1877 y las obras continuaron hasta la colocación de la última piedra el 25 de julio de 1879. Las obras concluyeron el 3 de agosto de 1880, fecha en que el edificio de la casa consistorial fue inaugurado. El nuevo edificio se abrió a la Alameda y el nuevo barrio burgués creado a partir de la demolición de las murallas de la ciudad en 1855. La construcción de otros grandes edificios como el Palacio de la Diputación de Pontevedra también realizado por Sesmero, el antiguo cuartel de San Fernando o el instituto de enseñanza media Valle-Inclán, en la Alameda, hizo de este lugar el gran espacio de ocio de la burguesía de la ciudad. Esta obra arquitectónica hizo merecedor al arquitecto de la concesión de la cruz de la Real Orden de Carlos III en 1880. En agosto de ese año la recién inaugurada Casa Consistorial se convirtió en una de las sedes de la Exposición Regional de Galicia.

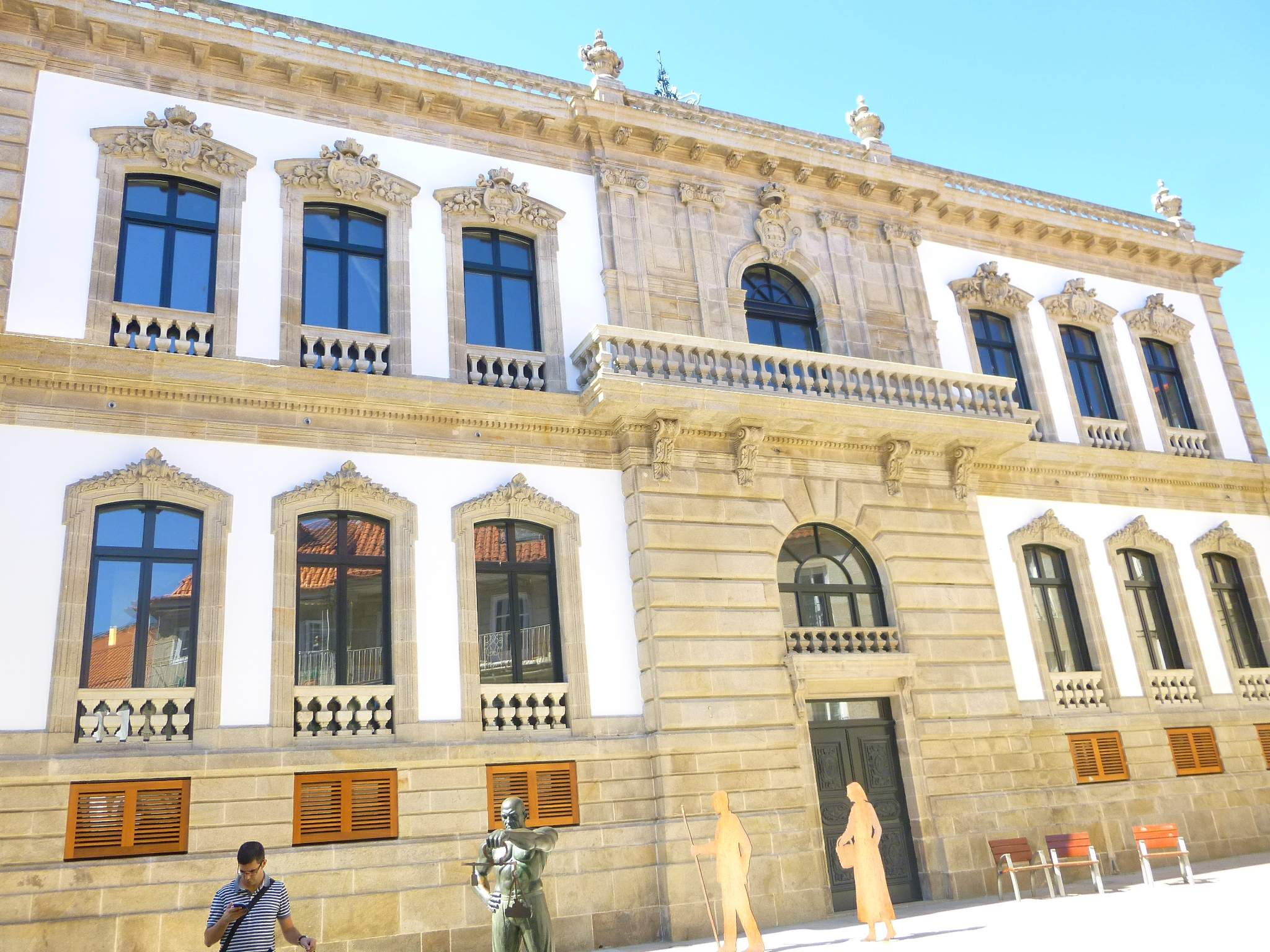
Fachada trasera de la Casa Consistorial.

En 1944, se construyó un semisótano para ampliar el edificio, así como una escalera imperial que da al patio del edificio, elevando ligeramente el nivel de la planta baja. La escalera original, de hierro forjado, tenía una barandilla de hierro fundido y dos tramos que se unificaban en un rellano central.
En 2009, el edificio fue completamente reformado, recuperando elementos de su arquitectura original. En 2012 y 2013, fueron realizadas reformas más extensas. El tejado recuperó el acabado de zinc original. Durante esas reformas, fue encontrado el lucernario original de hierro del edificio, que desde 1953 estaba oculto detrás de un vitral con el escudo de armas de la provincia de Pontevedra.
El 7 de julio de 2022 comenzaron las obras de reforma integral del edificio, que finalizaron el 11 de octubre de 2024. Se instaló un ascensor en el lado izquierdo para mejorar la accesibilidad y la entrada desde la calle Alhóndiga se convirtió en la entrada principal a las dependencias de la planta baja. Cuando se construyó el edificio en el siglo XIX, la vida de la ciudad se desarrollaba intramuros y el acceso habitual al Ayuntamiento era por la calle Alhóndiga. La entrada desde la Plaza de España se reservó para los actos institucionales que tienen lugar en la primera planta (plenos municipales, bodas o bautizos civiles, discursos o la recepción de los Reyes Magos).
La rehabilitación de la Casa Consistorial de Pontevedra, realizada por los arquitectos pontevedreses María Gracia Amandi Joglar y Jorge de Uña Santos, fue galardonada en abril de 2025 con un accésit en la XXI edición de los Premios de Arquitectura del Colegio Oficial de Arquitectos de Galicia.

## Descripción
El edificio pertenece al estilo ecléctico que prevaleció a finales del siglo XIX con elementos y conceptos inspirados en la arquitectura francesa. El edificio del ayuntamiento fue uno de los primeros grandes proyectos de Alejandro Sesmero, estableciendo muchas de las directrices de lo que sería su estilo, un eclecticismo con sabor francés, dando la severidad exigida por un edificio público, mientras su decoración refinada subraya la importancia político-administrativa del edificio. 

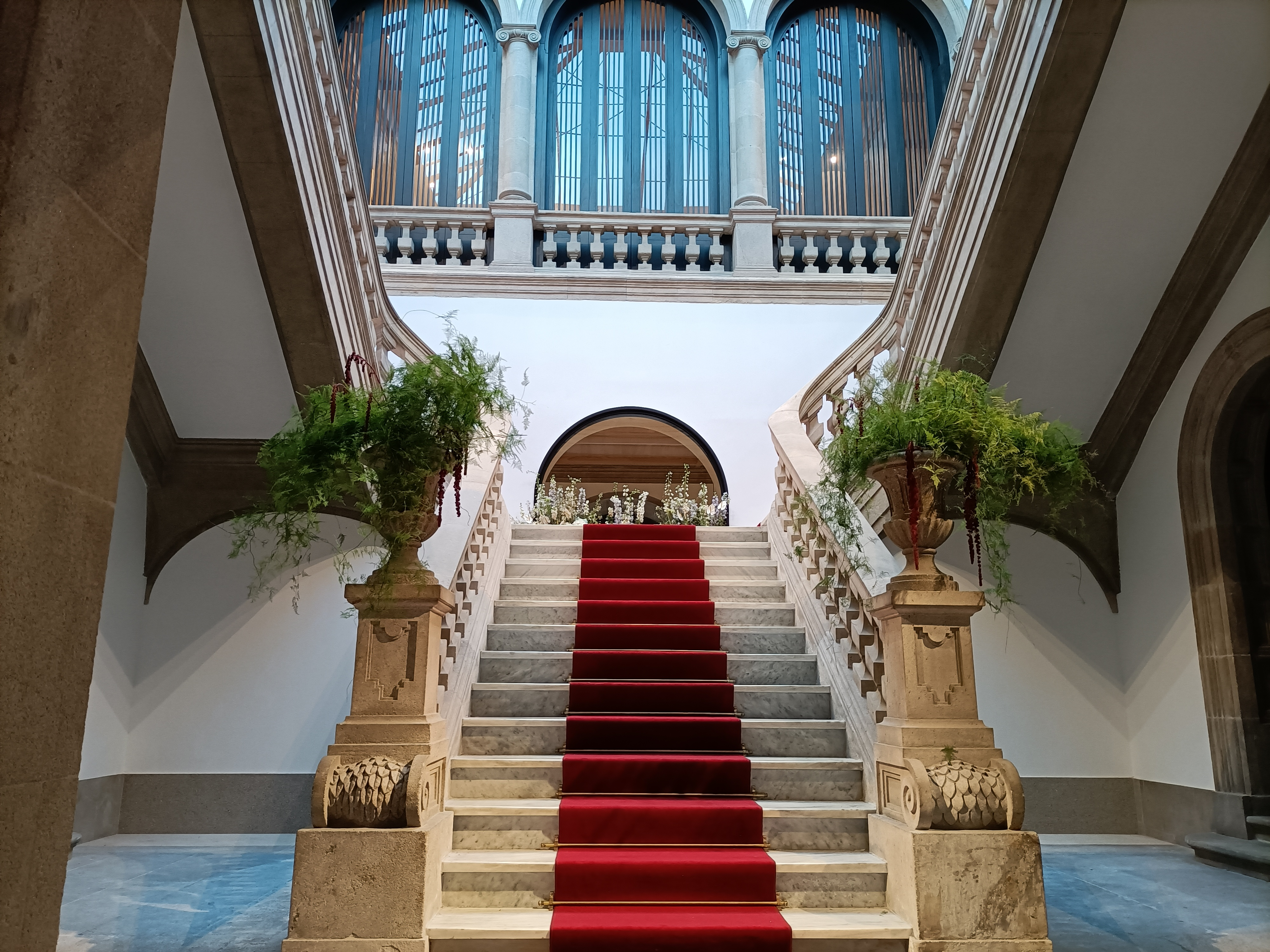
Escalera imperial en el interior.

Sesmero insertó un palacete parisiense de Estilo Segundo Imperio en la ciudad. De hecho, como el historiador Jesús Ángel Sánchez García descubrió, Sesmero plagió parcialmente el diseño de la fachada trasera y del interior de un hôtel particulier (el hôtel particulier Murat (1850-1864), demolido en 1961, que perteneció al príncipe Murat y antes a Cécile Furtado-Heine) en el número 8 en la antigua calle parisiense de Valois-du-Roule (unida a la calle de Monceau en 1868) proyectado por los arquitectos François-Joseph Nolau y Édouard-Emmanuel Convents, adaptándolo a la función institucional requerida, con la inclusión del escudo de la ciudad, del balcón principal y del reloj en lo alto. 
El edificio es un conjunto equilibrado, con grandes columnas jónicas (en la planta baja) y corintias (en el piso superior), que destacan su parte central. La puerta de entrada tiene un arco de medio punto decorado con una corona de hojas de roble, simbolizando la fuerza, y las ventanas están decoradas con el escudo de la ciudad. Las columnas que enmarcan la entrada están sobre un gran pedestal elevado y son coronadas por capiteles jónicos o corintios romanos muy decorados. Sesmero sustituye el acanto por vegetación (hojas, frutas) colgando de la columna. La balaustrada a lo largo de la parte superior del edificio contiene cuatro cráteras en las esquinas. El intercolumnio del cuerpo central es ancho y está ricamente decorado. Las columnas tienen fustes estriados. Los antepechos de todas las ventanas tienen balaustradas. Coronando la parte superior de la fachada suroeste se encuentra un reloj Morez de origen francés cuya maquinaria original de metal y de gran calidad se encontraba bajo la cubierta del edificio antes de ser expuesta en el vestíbulo.
El interior cuenta con una escalera central de estilo imperio. Destaca la galería que rodea la escalera con amplios vanos y arcos, vidrieras emplomadas y el lucernario de forma piramidal que la cubre. Sobresalen así mismo dos zócalos con pinturas de 1878. Tras la reforma licitada en 2021 y terminada en 2024, la planta baja de la que parte la escalera se organiza en un vestíbulo y un espacio diáfano con despachos. La planta superior, o principal, consta de una sala de plenos que ocupa toda la longitud de la fachada de la Plaza de España, y una sala noble para recepciones institucionales, un despacho para el alcalde y otros espacios auxiliares con vistas a la calle Alhóndiga, así como un espacio interior destinado a sala de espera. El semisótano se destina a salas polivalentes. También se ha rehabilitado la entrada por la calle Alhóndiga como acceso principal al edificio.
En la fachada del edificio del ayuntamiento, hay una inscripción del antiguo ayuntamiento medieval sobre la leyenda del arquero griego Teucro, mítico fundador de la ciudad.

FVNDOTE TEVCRO VALIENTE

DE AQVESTE RIO EN LA ORILLA

PARA QUE EN ESPAÑA FVESES

DE VILLAS LA MARAVILLA

DEL ZEBEDEO LA ESPADA

CORONA TU GENTILEZA

VN CASTILLO PVENTE Y MAR

ES TIMBRE DE TV NOBLEZA

## Galería de imágenes

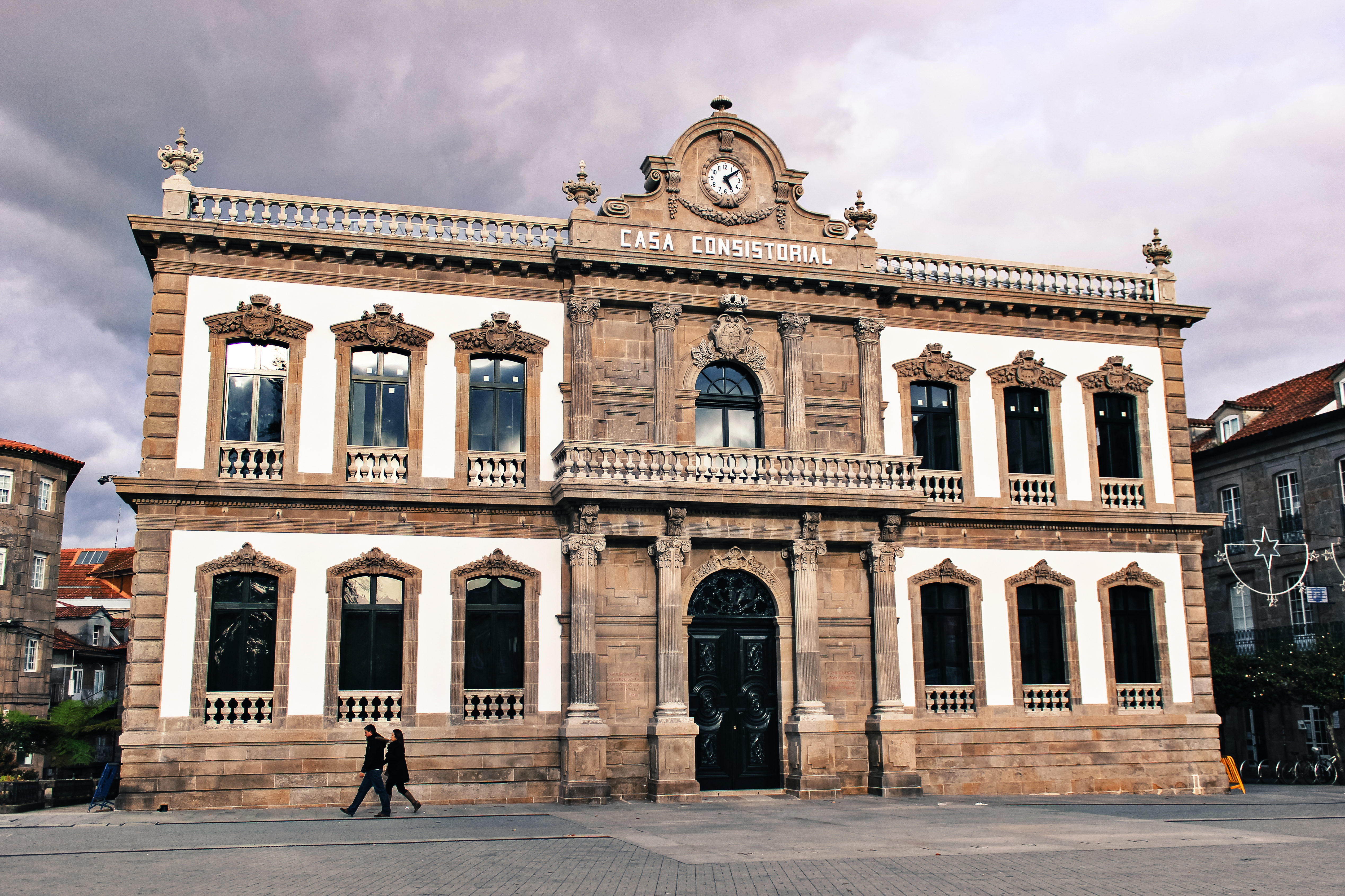
Casa consistorial de Pontevedra.
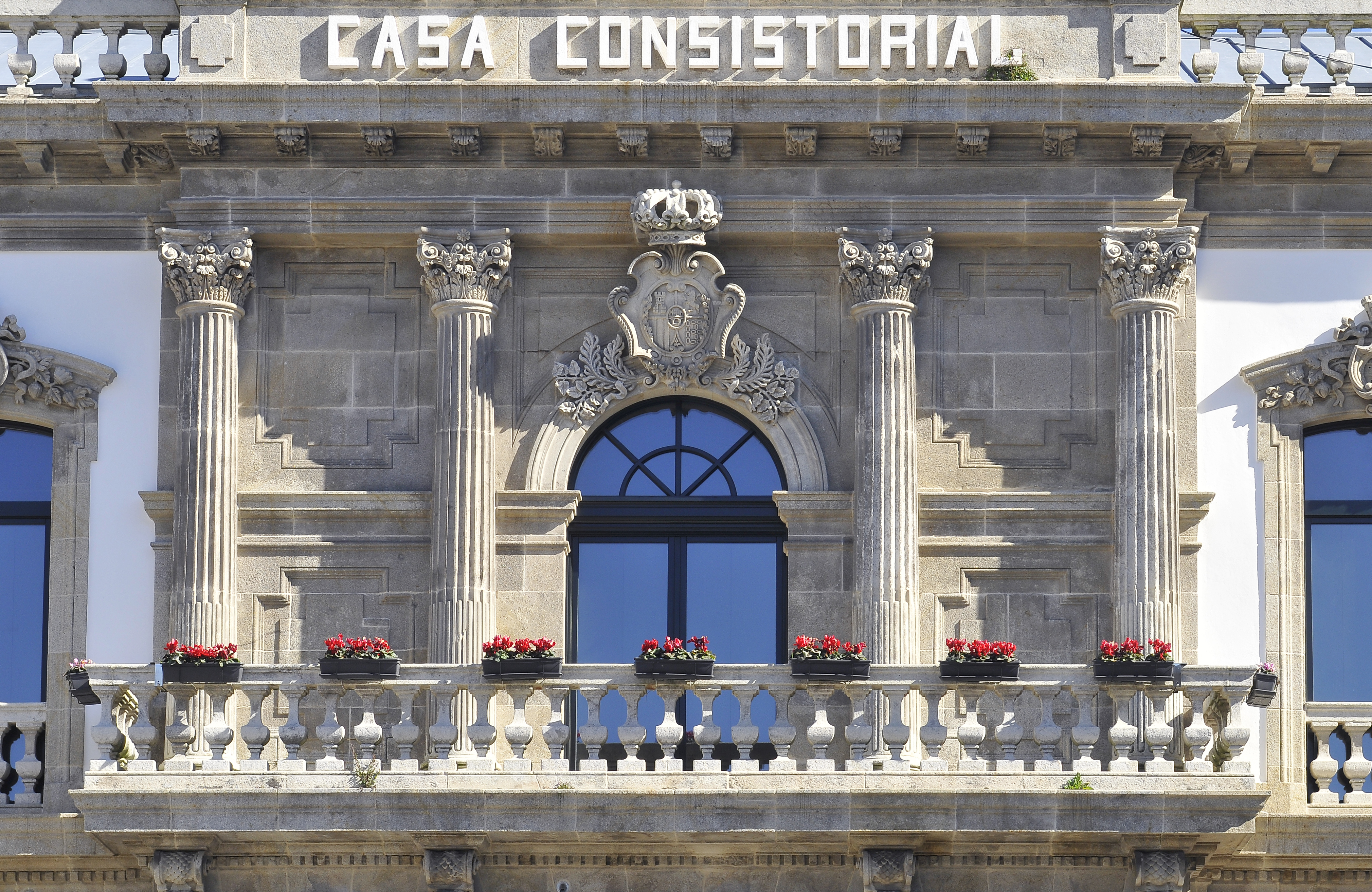
Balcón de la fachada principal y columnas corintias.
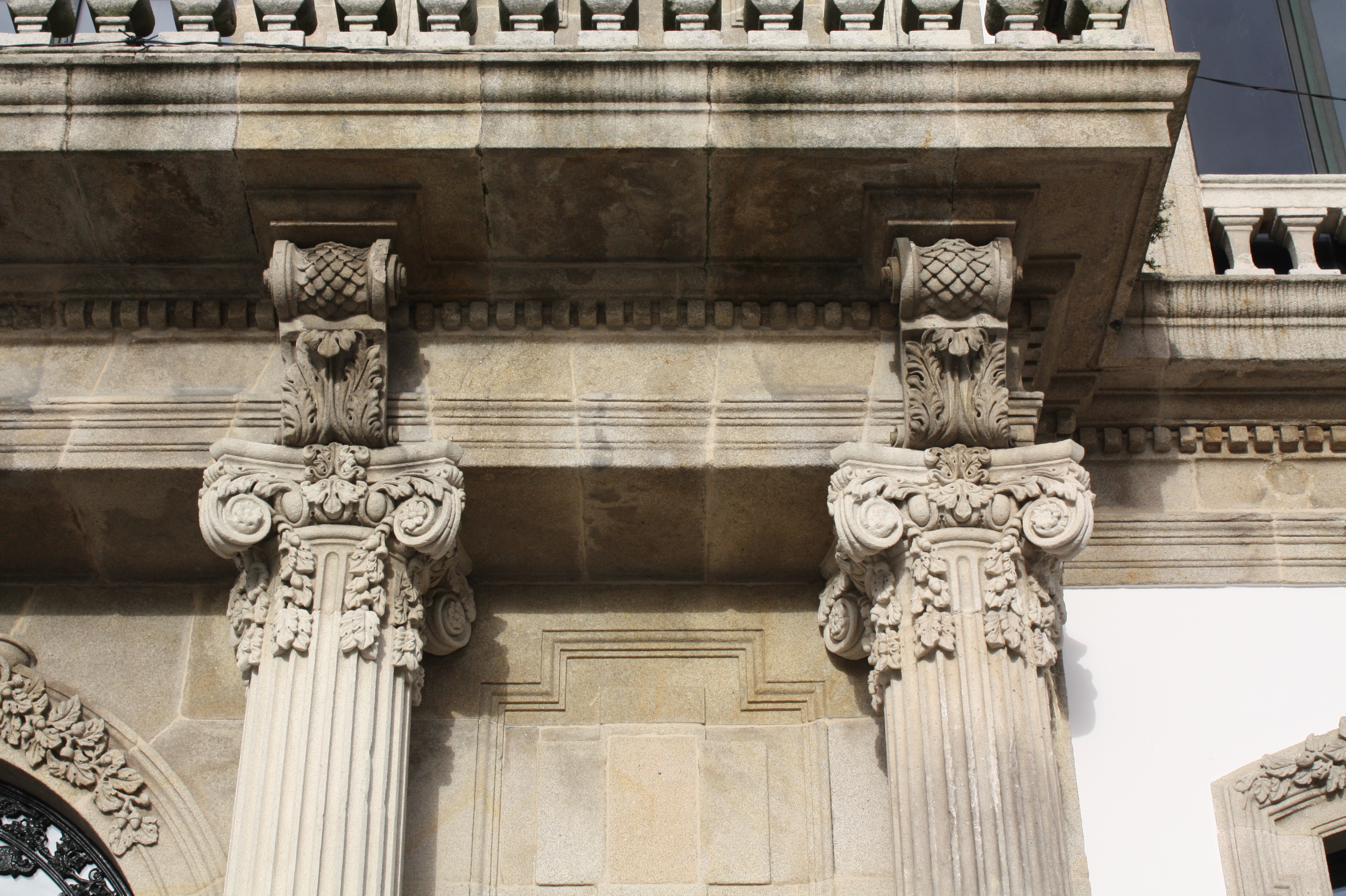
Capiteles corintios.
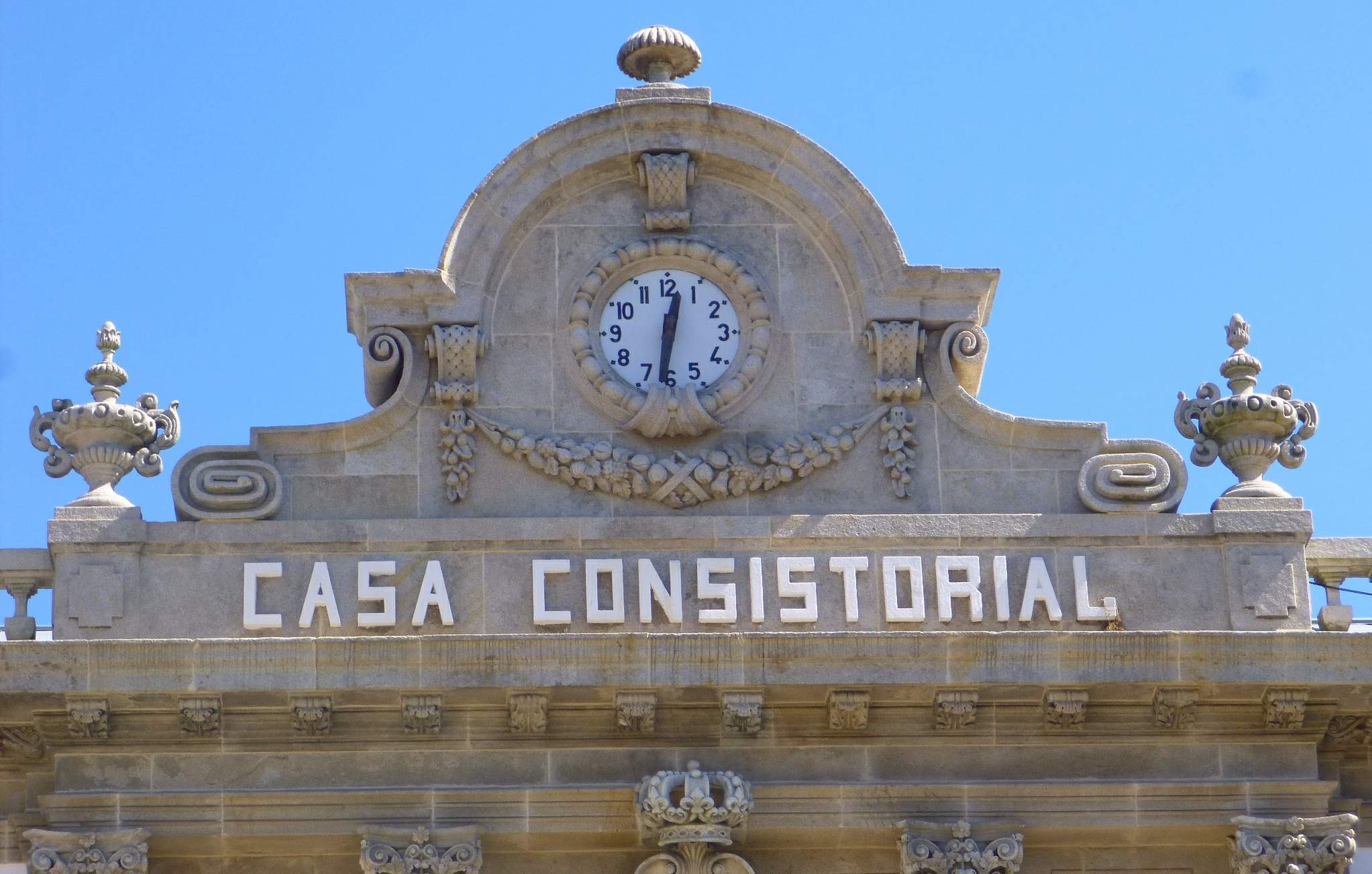
Reloj en lo alto de la fachada.
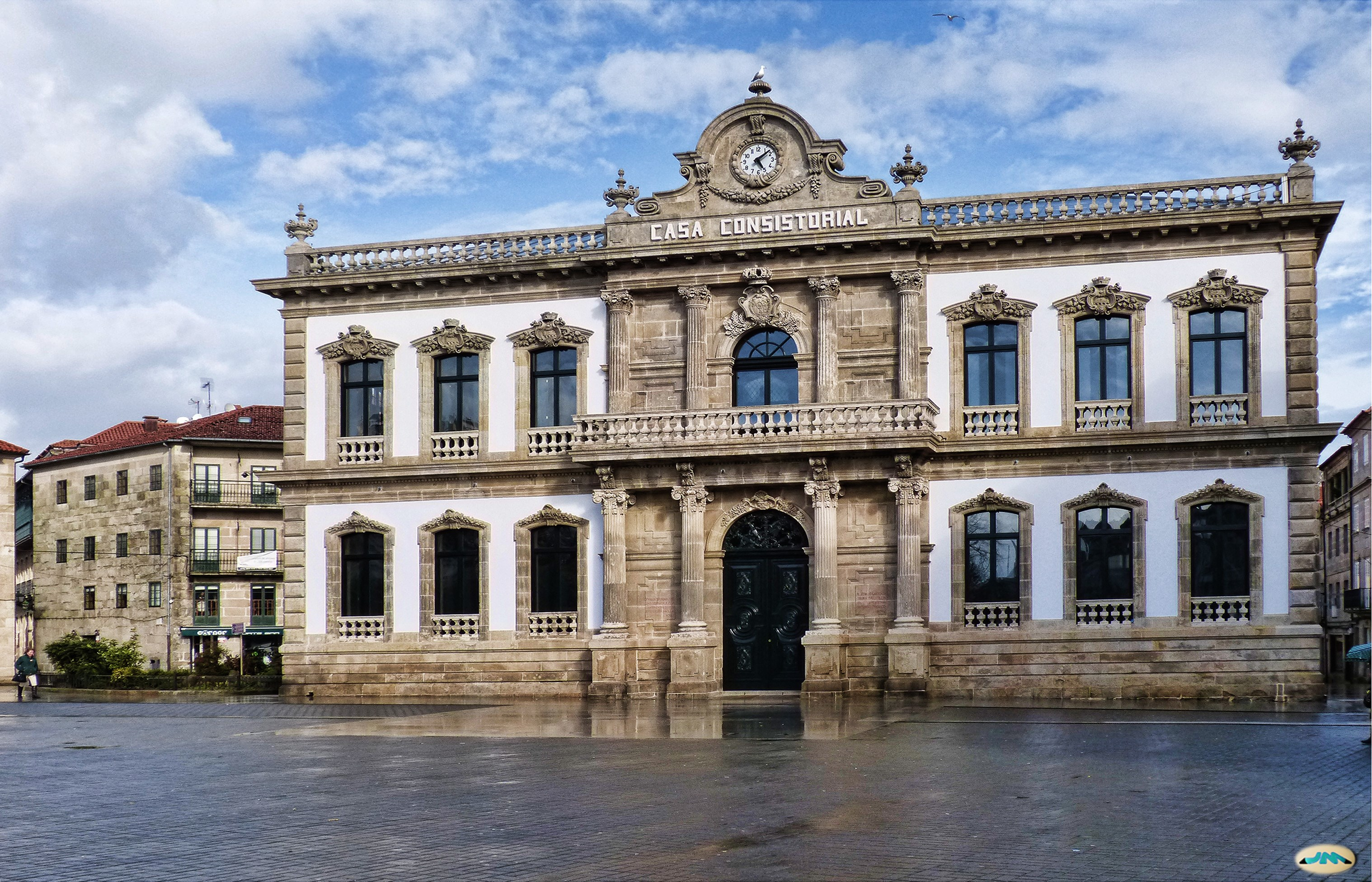
Fachada principal.
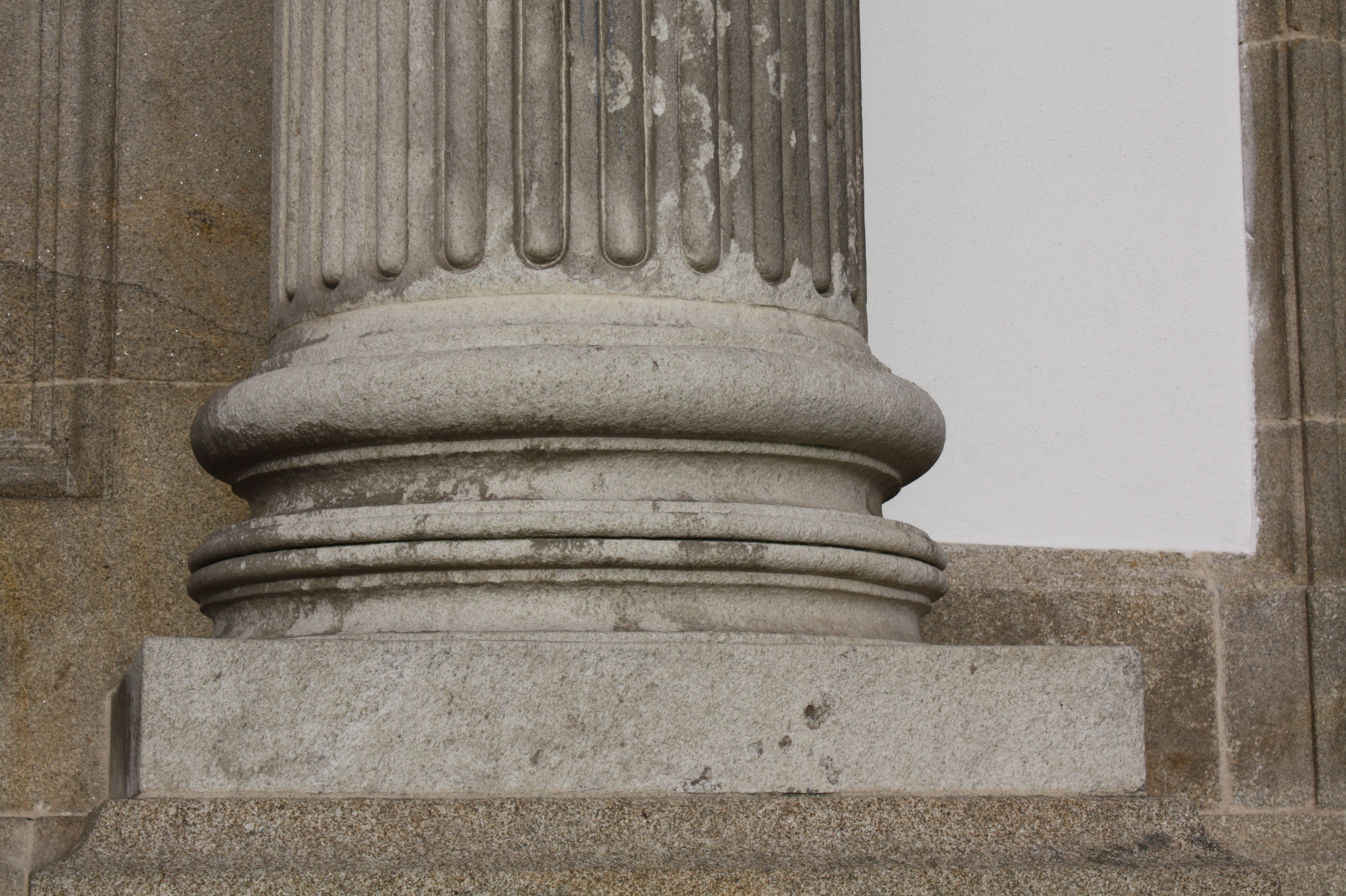
Base de las columnas de la fachada principal.
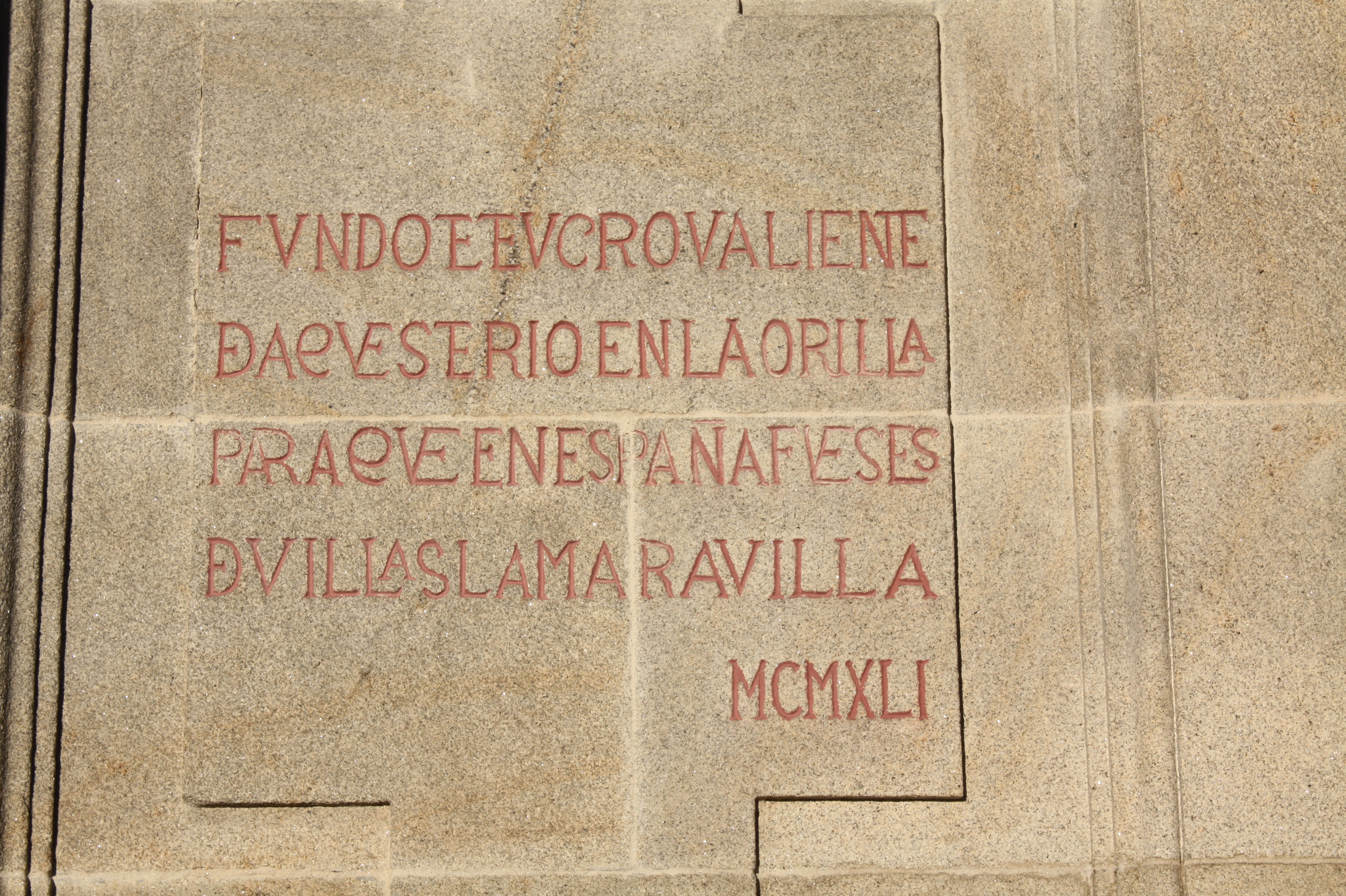
Inscripción en la fachada.
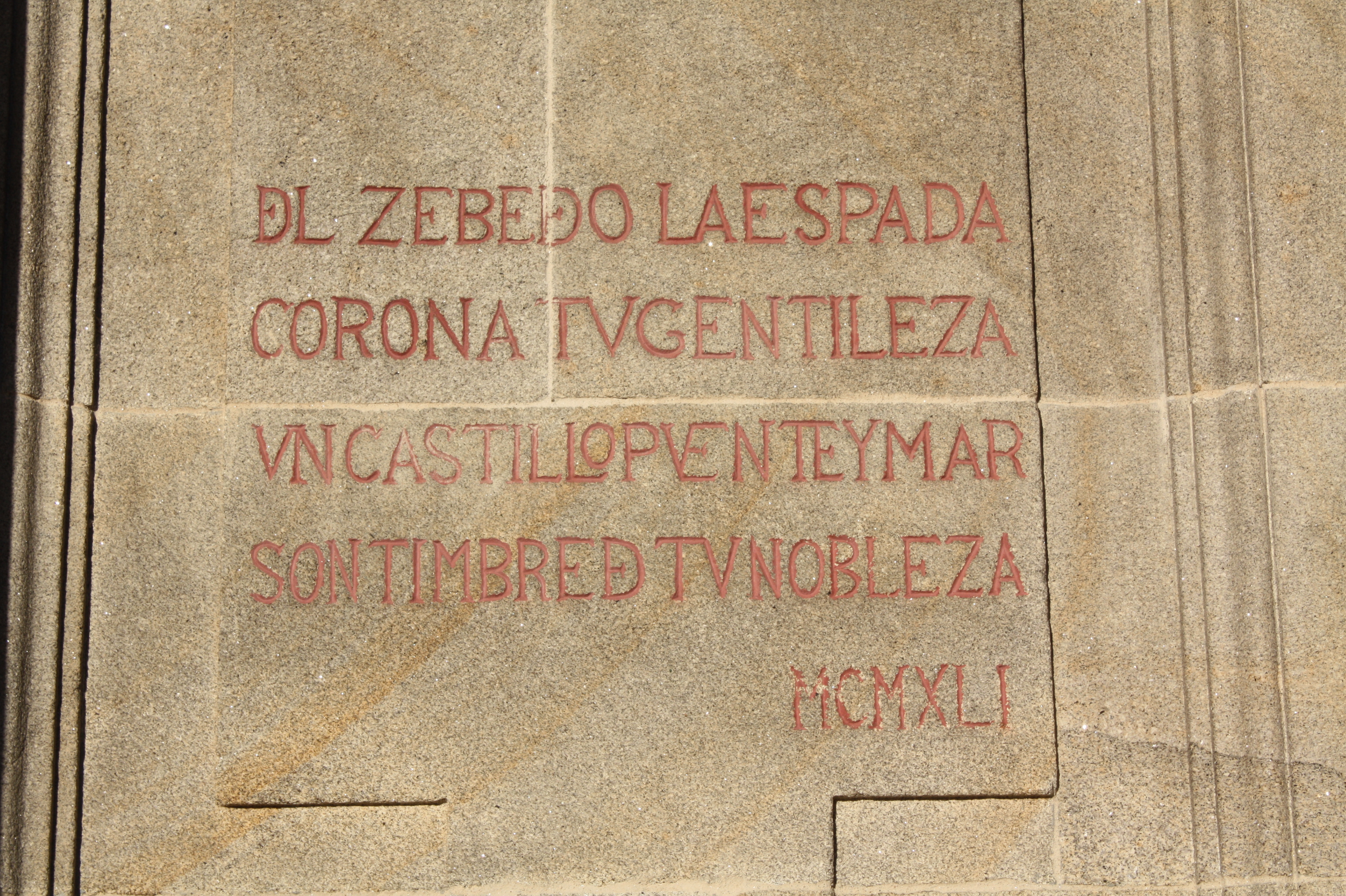
Inscripción en la fachada (continuación).
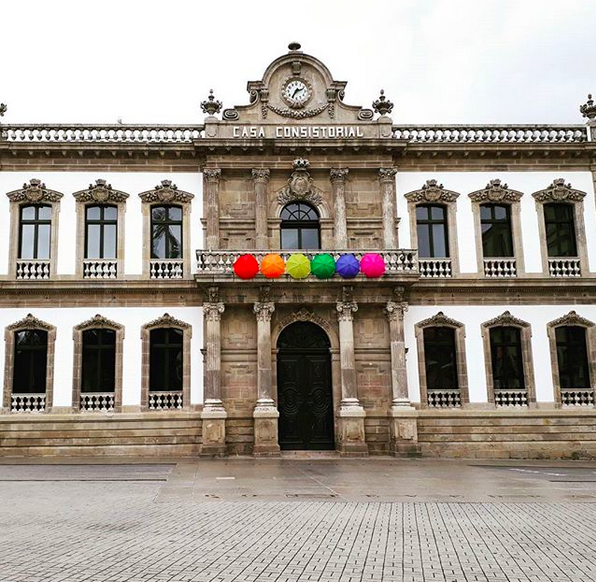
Casa Consistorial celebrando el Orgullo LGBT en 2018.
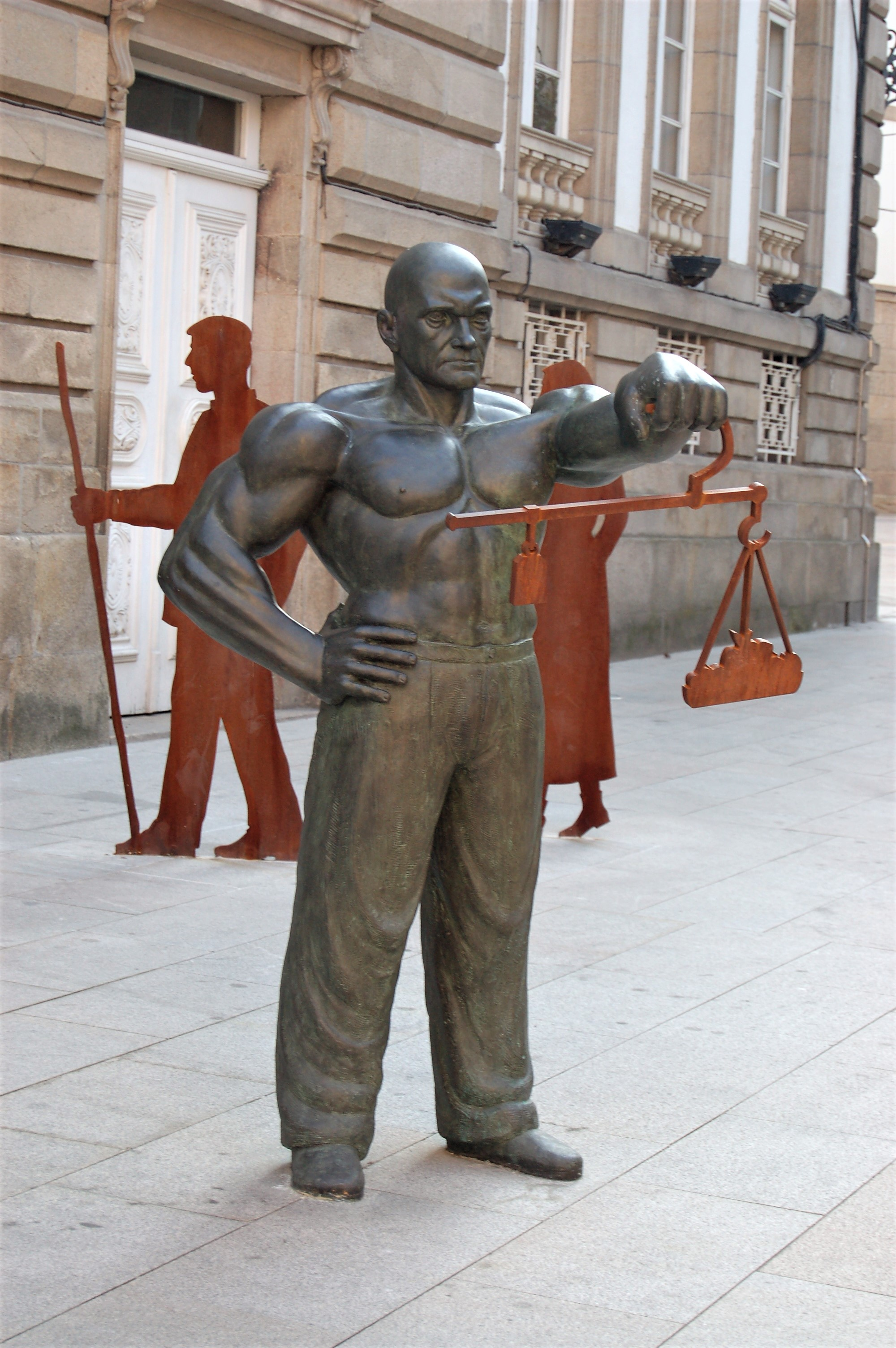
El Fiel contraste, escultura situada tras la casa consistorial.
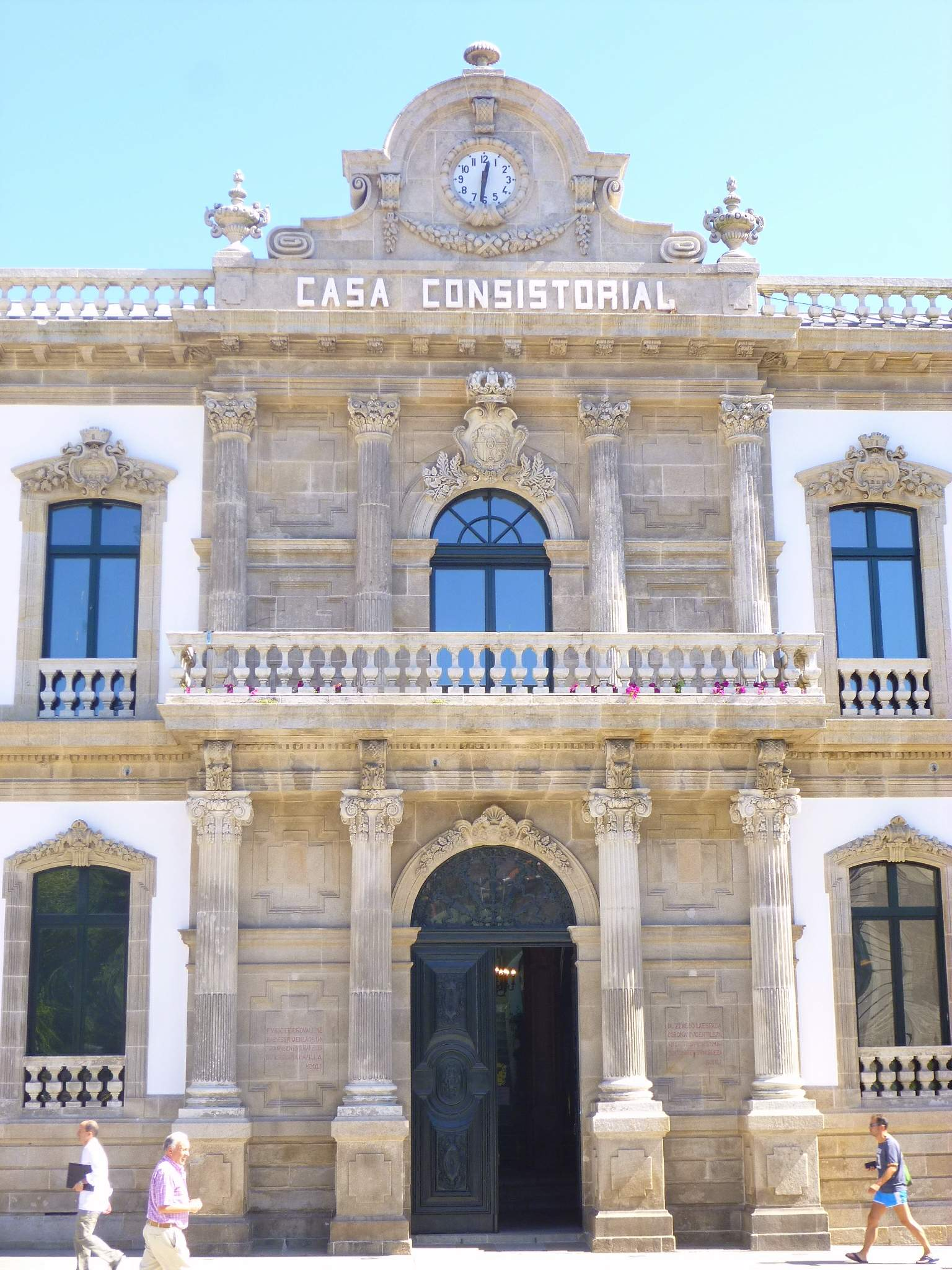
Parte central de la fachada.
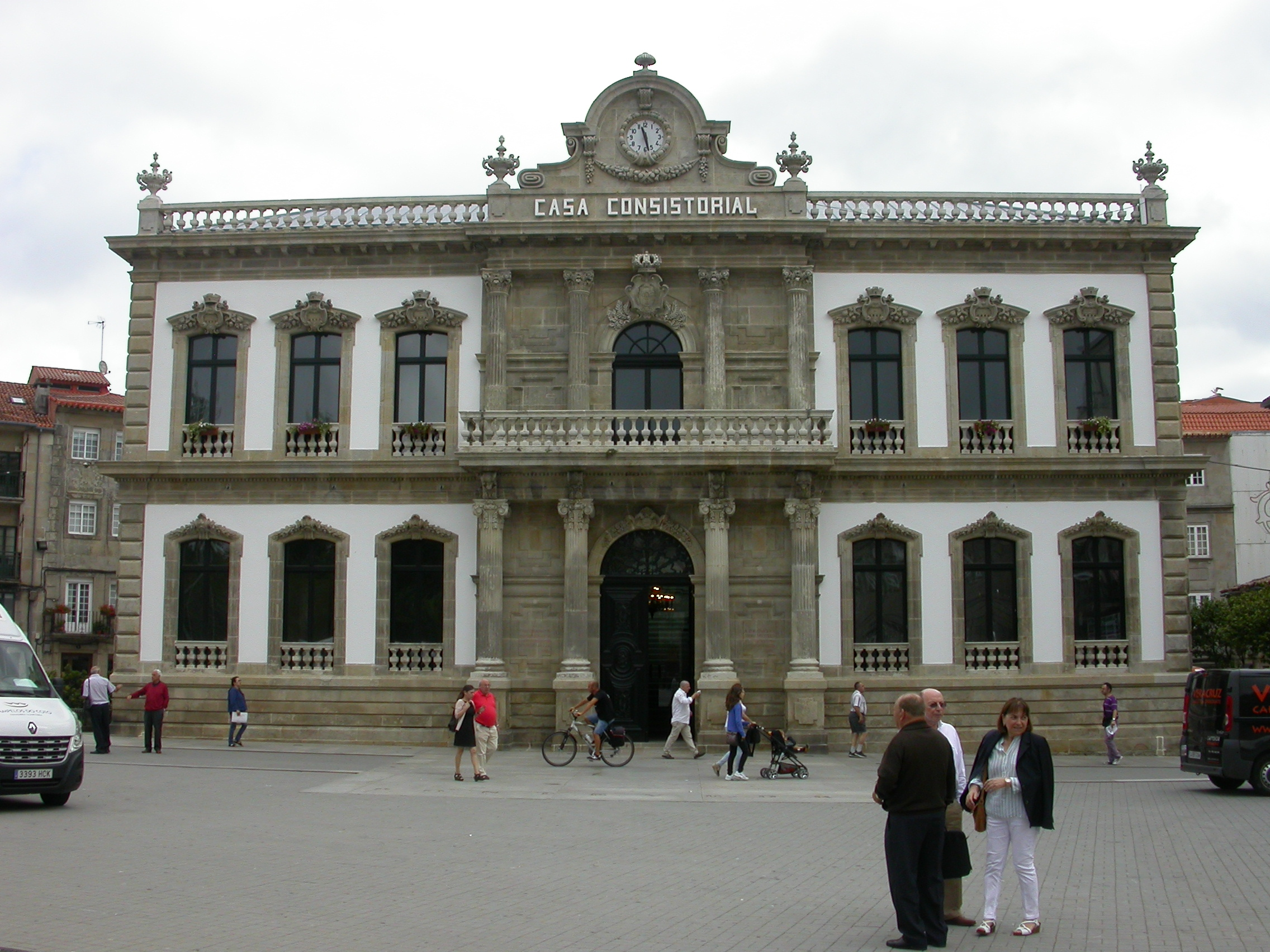
Fachada que se abre a la Plaza de España.
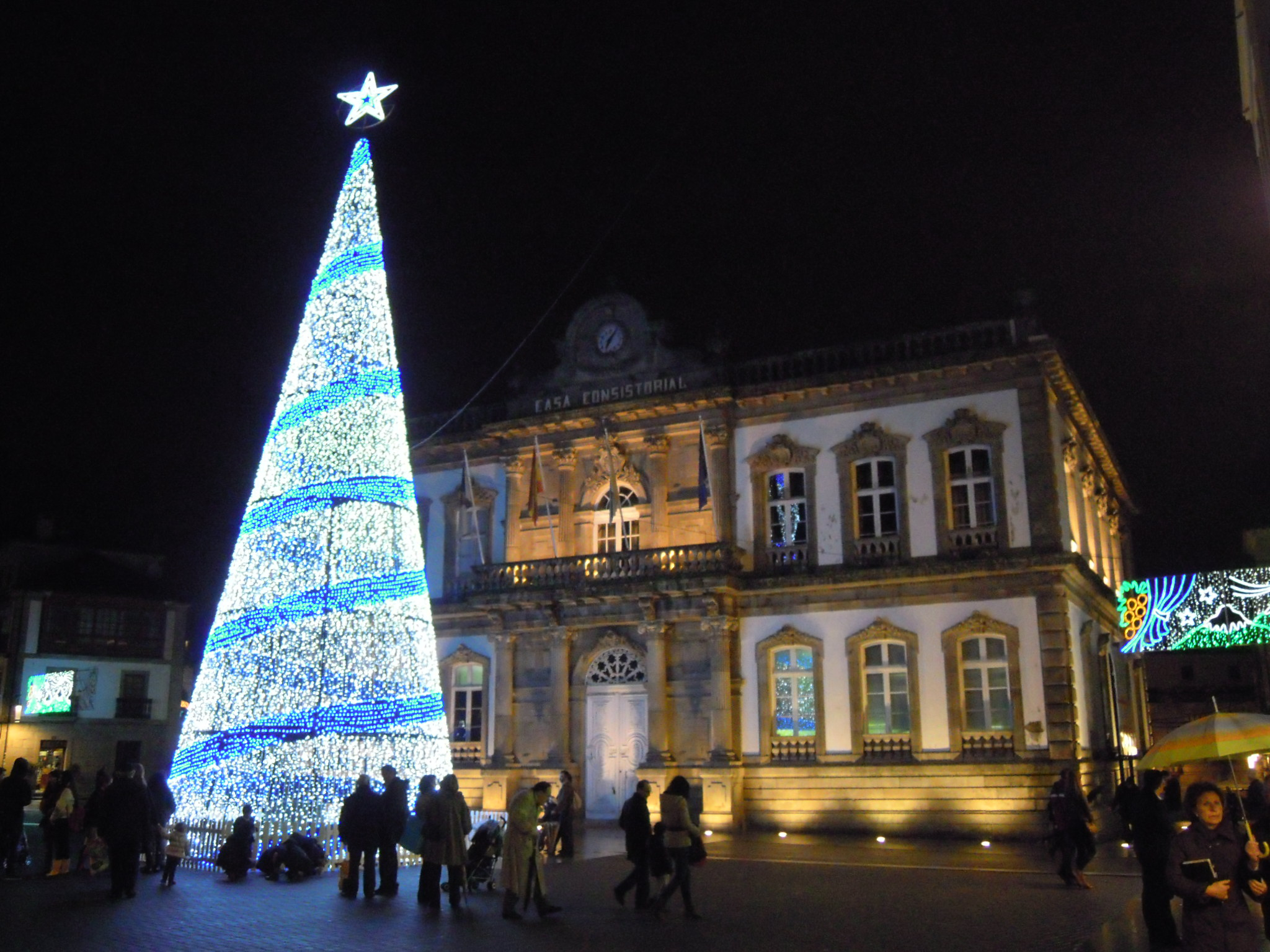
Edificio del ayuntamiento en navidades.
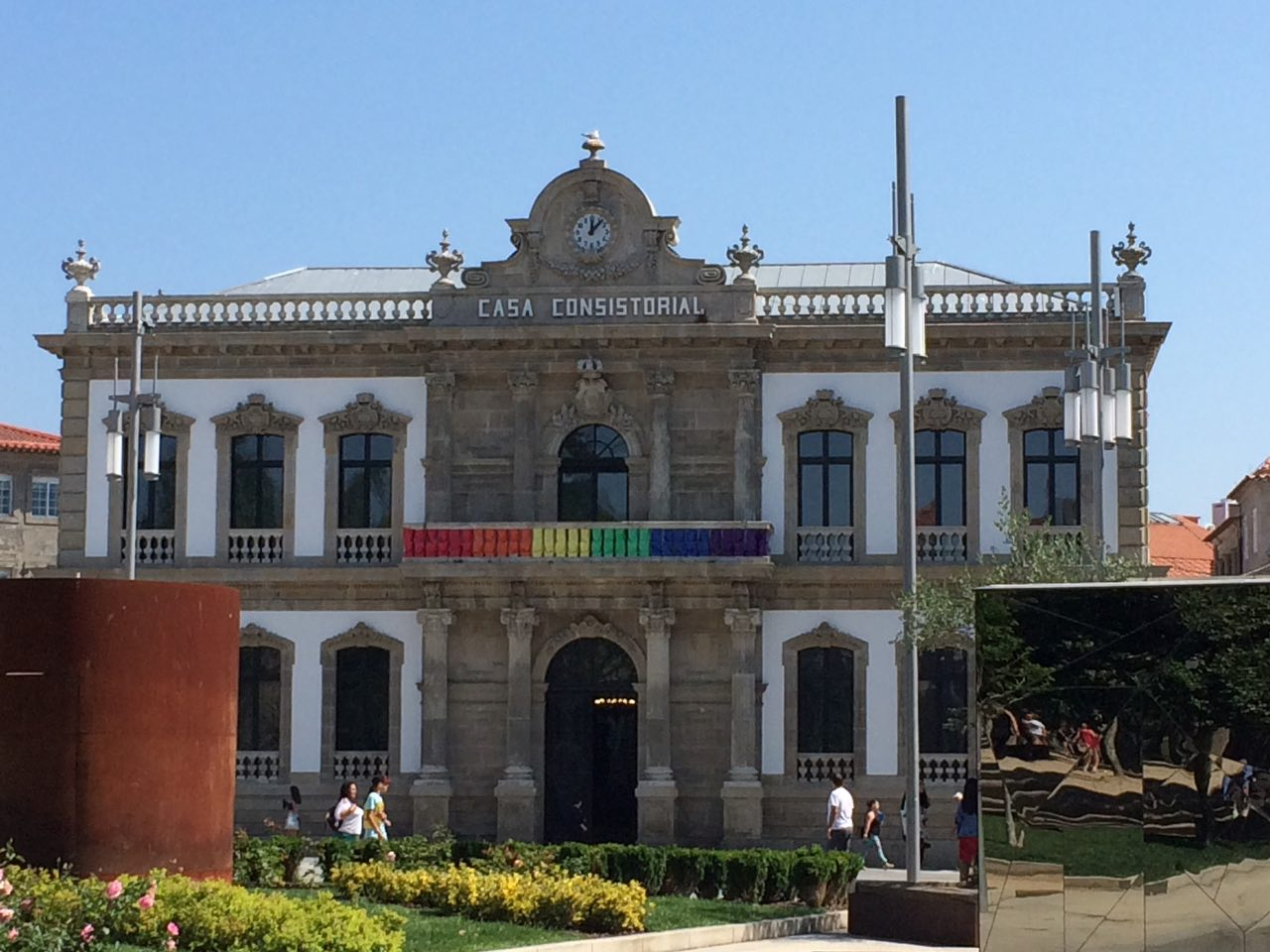
Edificio del ayuntamiento en 2015.
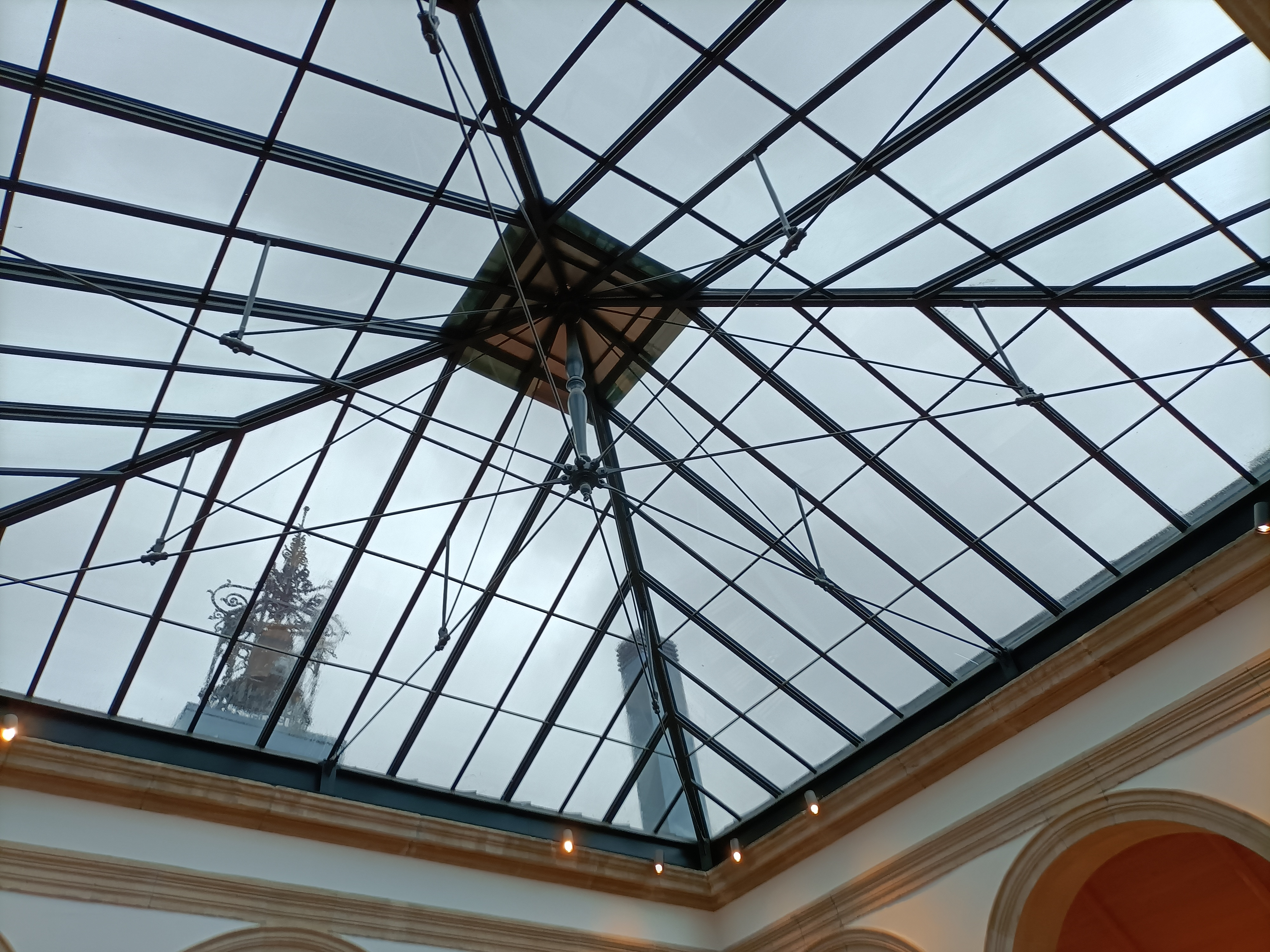
Lucernario interior
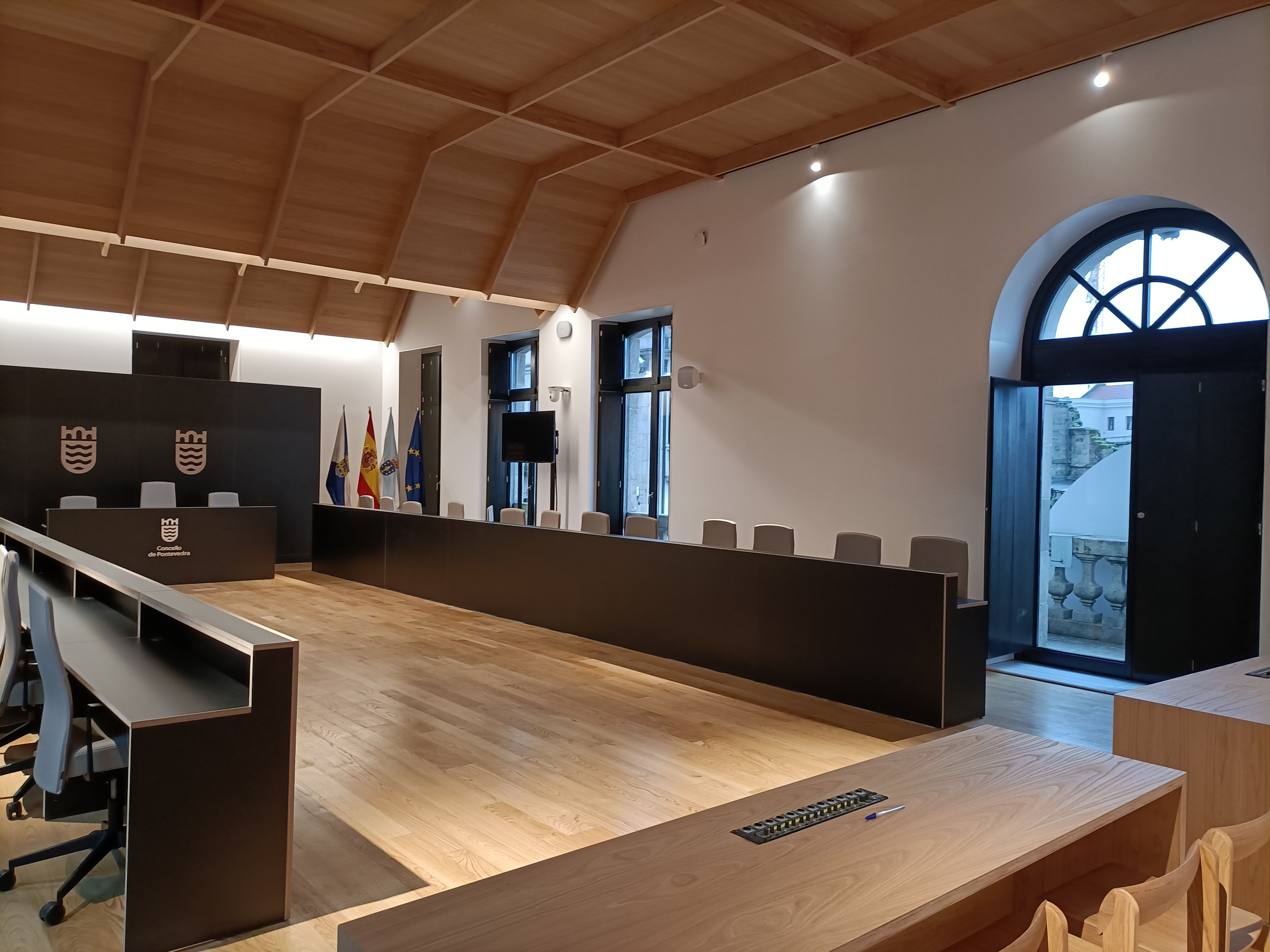
Sala de plenos
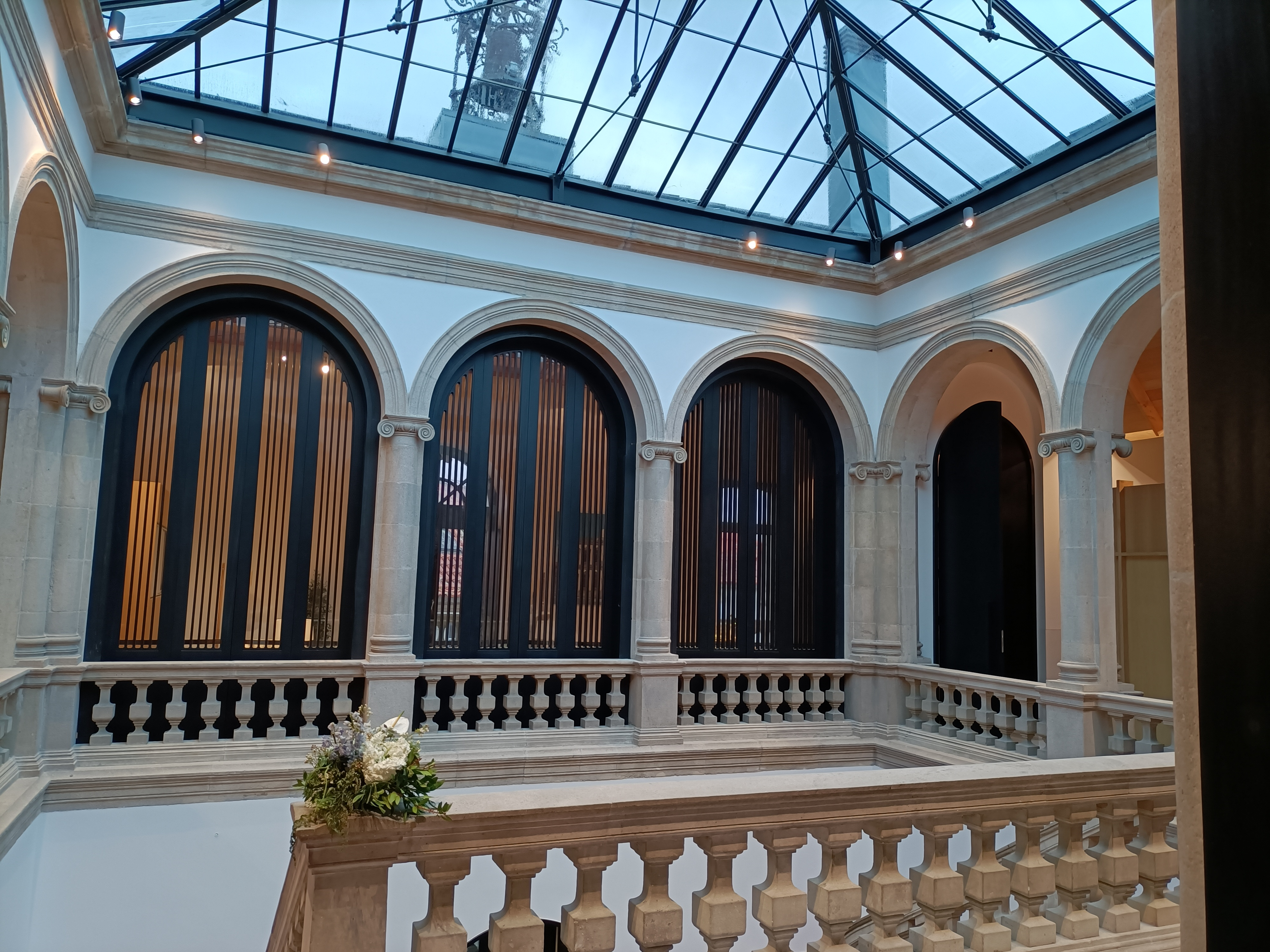
Balaustrada y columnas jónicas